# Улцерозен колит
Улцерозен колит или язвен колит е вид колит, заболяване на храносмилателната система, което се характеризира с възпаление и кървящи, гнойни язви на лигавицата на дебелото черво. Болестта може да се проявява като остра или като хронична.

## Етиология
Съществуват различни теории за това какво причинява улцерозен колит. Пациентите страдат едновременно и от нарушения на имунната система, но не е установено дали тези нарушения са причина или следствие от колита. Счита се, че имунната система на организма реагира по неестествен начин на бактериите в стомашно-чревния тракт.

## Симптоми
Колитът не се причинява от емоционален дистрес или чувствителност към определени хранителни продукти, но тези фактори могат да отключат симптоми у някои хора.
Сред най-честите симптоми на колита са болките в корема и диарията, придружена от кръв в изпражненията. Пациентите могат също така да се оплакват от анемия, гадене, умора, загуба на телесно тегло и телесни течности, липса на апетит, кръвотечение от ректума, обриви по кожата, болки в ставите, а при децата – спиране на растежа. Не са редки и киселините в стомаха и газовете.

## Диагностициране
Понякога заболяването е трудно да се диагностицира, понеже симптомите на язвения колит са подобни на тези на други видове колити и заболявания на тънките черва, както и на болестта на Крон, която за разлика от колита може да порази и други части от храносмилателния тракт (уста, хранопровод, стомах, тънки черва) и при която възпалението навлиза по-дълбоко в стената на червото.
Улцерозният колит може да се прояви при пациенти на всякаква възраст, но обикновено започва между 15-ата и 30-ата година, и по-рядко между 50-ата и 70-ата. Рискът за жените и мъжете е еднакъв, като е по-висока при наличие на фамилна обремененост: до 20% от пациентите с улцерозен колит имат член на семейството, който също страда от колит или болест на Крон.
Най-прецизните методи за диагностициране на болестта са колоноскопията и сигмоидоскопията, и отхвърлянето на други възможни заболявания като болест на Крон, дивертикулоза или рак. И при двете изследвания, през ануса на пациента се вкарва ендоскоп, с който се прави оглед на ректума и дебелото черво и се открива, ако има възпаление, кръвотечение или язви. По време на ендоскопията може да се направи и биопсия на лигавицата на червото за микроскопско изследване.

## Лечение
Лечението на язвения колит зависи от сериозността на заболяването и е индивидуално за всеки пациент. Целта на медикаментозната терапия е да се предизвика или поддържа ремисия и да се подобри качеството на живота на пациентите. На разположение са три групи лекарства:
- Аминосалицилати, съдържащи 5-аминосалицилова киселина (5-ASA), която спомага за контрол над възпалението. Групата медикаменти е представена от сулфасалазин, олсалазин, месаламин и балсалазид, които имат различна интензивност и странични ефекти. Приемат се орално, с клизма или свещичка, в зависимост от мястото на възпалението по дължината на червото. Повечето хора с леки и средни оплаквания се лекуват с медикаменти от тази група.
- Кортикостероиди, като преднизон, метилпреднизон и хидрокортизон, също намаляват възпалението. Предписват се на пациенти със средни до тежки форми на язвен колит или такива, които не се повлияват от аминосалицилатите. Приемат се орално, с клизма, свещичка или венозно. Могат да имат странични ефекти като повишаване на телесното тегло, акне, повишаване на окосмяването по лицето, високо кръвно налягане, загуба на костно вещество, диабет, рязка промяна на настроенията. По тази причина, не е препоръчително да се ползват дълго време, въпреки че за краткотрайни терапии се считат за много ефективни медикаменти.
- Имуномодулатори, като азатиоприн и 6-меркаптопурин, които намаляват възпалението като въздействат на имунната система. Използват се при пациенти, на които не са повлияли нито аминосалицилатите, нито кортикостероидите, или които страдат от зависимост от кортикостероиди. Имуномодулаторите обаче имат бавно действие и може да отнеме до около 6 месеца, за да се прояви действието им. Пациенти, които приемат тези медикаменти, трябва да бъдат наблюдавани за усложнения като панкреатит, хепатит, ниски нива на левкоцитите и повишен риск от инфекции.

В някои случаи пациентите с язвен колит стигат до хирургическа операция по отстраняване на дебелото черво (проктоколектомия) поради масирано кръвотечение, перфорация на дебелото черво или висок риск от рак. Около 5% от хората с язвен колит развиват рак на дебелото черво. Рискът се повишава с продължителността на болестта и размера на засегнатия участък от червото. Ако е засегнат само ректума и най-долната част от червото, рискът от рак не е по-висок от обикновено, ако обаче е дебелото черво е изцяло поразено, рискът е 32 пъти по-висок от нормалното. По време на ендоскопското изследване на червото се търсят следи от дисплазия – предракови промени в клетките на лигавицата. Вероятността за рак е много по-висока у пациенти, които имат дисплазия на лигавицата на дебелото черво. Препоръките са такива ендоскопски изследвания за дисплазия да се правят на всеки 1 – 2 години, в случай, че пациентът страда от язвен колит от повече от 8 години.
Хранителни добавки, които не са лекарствени средства, от рода на пробиотиците, нормализират микрофлората в червата, спомагат за възстановяване на перисталтиката.